# Dori Edson
Antônio Dorival Angiolella, mais conhecido pelo nome artístico Dori Edson (São Paulo, 26 de agosto de 1946 — Campinas, 26 de agosto de 2008) foi um cantor e compositor brasileiro, que integrou a Jovem Guarda.
Iniciou a carreira em 1959, como Dori Angiolella, assinando com a gravadora Young, especializada em música jovem. No ano seguinte, grava seu primeiro sucesso, "Danny Boy", no lado A de um LP de 78 rotações, relançado posteriormente em compacto simples. Chegou também a se apresentar no programa Jovem Guarda, comandado por Roberto Carlos na TV Record.
Foi para a Continental em 1966, lançando um compacto com as músicas "Veja-me se me esquece" e "É uma brasa". Entre 1967 e 1968, duas músicas de Dori e do também cantor Marcos Roberto ("Tente perdoar" e "Tudo isso só eu sei") integraram um disco do grupo Os Caçulas. Ainda em 1967, já pela RGE, Dori lançou o primeiro LP de sua carreira. No mesmo ano, Marcos Roberto (que viria a tornar-se parceiro de composições) também lançou um disco que tinha 11 músicas de autoria da dupla.
Em 1968, o segundo LP do cantor, que levava o seu nome, foi lançado. Nele, o destaque foi "Perto dos olhos, longe do coração", que ficou várias semanas liderando as paradas musicais. Nessa época, Dori já estava com 100 composições gravadas em parceria com Marcos Roberto, Waldirene, Mário Marcos, Eduardo Araújo e o grupo Os Caçulas. A música "Separação", composta em parceria com Jean Pierre, foi gravada por Jerry Adriani em 1973, ano em que lançou seu último hit, "Antigas Namoradas".
Com a saúde prejudicada, o cantor fixou residência em Campinas, onde viveria até morrer no dia em que completava 62 anos, vitimado por uma parada cardiorrespiratória.

## Discografia
- Danny Boy (1960)
- Veja se me esquece/É uma brasa (1966)
- O canguru/Veja se me esquece/Rosa Maria/Dá o dedinho (1967)
- Dori Edson (1967)
- Dori Edson (1968)

## Curiosidades
- Em 1967, após o lançamento de "O Canguru", Dori Edson e Marcos Roberto ofereceram um prêmio de 2 milhões de cruzeiros para quem levasse um canguru vivo. O animal seria usado para promover a referida música.
- "O Tremendão", também composta por Dori e Marcos Roberto, foi a faixa-título de um LP homônimo de Erasmo Carlos e que virou o apelido oficial do cantor.